# Korfballer en Korfbalster van het Jaar (België)
De prijs Korfballer en Korfbalster van het Jaar is een titel voor de beste mannelijke en vrouwelijke speelster uit de hoogste Belgische competitie (veld en zaal) van het korfbal.

## Geschiedenis
De prijs bestaat sinds 1967. 
Bij de mannen won Jerry Aerts de prijs zesmaal, hij is hiermee de meest onderscheiden mannelijke speler. Bij de vrouwen is dit Viviane Verbeeck, zij won de prijs vijfmaal.

## Erelijst

### Heren
- 1967 Mon Van Hove (Voorwaarts)
- 1968 Jef Goossens (ATBS)
- 1969 Tony Aerts (Catba)
- 1970 Henk Tossens (ATBS)
- 1971 Daniël De Rudder (Rapid Gent)
- 1972 Luc Van Hemel (Boeckenberg)
- 1973 Marc De Win (Voorwaarts)
- 1974 Guy Campers (Riviera)
- 1975 Herman Van den Berge (Riviera)
- 1976 Henri Mathis (Riviera)
- 1977 Armand Cloet (Kwik)
- 1978 Paul de Haan (Borgerhout)
- 1979 Mark Nicolay (Borgerhout)
- 1980 Armand Cloet (Kwik)
- 1981 Danny Goossens (ATBS)
- 1982 Marc Van Leuven (Borgerhout)
- 1983 Marc Van Leuven (Borgerhout)
- 1984 Eddy Van Hoof (AKC)
- 1985 Frank Hardies (AKC)
- 1986 Marc Mattheyses (Sikopi)
- 1987 Frank Hardies (AKC)
- 1988 Jerry Aerts (Catba)
- 1989 Jerry Aerts (Catba)
- 1990 Wim Verhoeven (Scaldis)
- 1991 Jerry Aerts (Catba)
- 1992 Jerry Aerts (Catba)
- 1993 Jerry Aerts (Catba)
- 1994 Jerry Aerts (Catba)
- 1995 Steven Roels (Borgerhout)
- 1996 Werner de Vogelaere (Catba)
- 1997 Ben Verburgt (AKC)
- 1998 Wim Verhoeven (Scaldis)
- 1999 Steve De Jonghe (Sikopi)
- 2000 Dave Cools (AKC)
- 2001 Ben Verburgt (AKC)
- 2002 Ben Verburgt (AKC)
- 2003 Wim Verhoeven (Scaldis)
- 2004 Bart Cleyman (Riviera)
- 2005 Bart Cleyman (Riviera)
- 2006 Bart Cleyman (PKC)
- 2007 Mitch Lenaerts (Riviera)
- 2008 Mitch Lenaerts (Riviera)
- 2009 Mitch Lenaerts (Riviera)
- 2010 Mitch Lenaerts (Riviera)
- 2011 David Peeters (Scaldis)
- 2012 Jesse De Bremaeker (Boeckenberg)
- 2013 Jeffrey Campers (Boeckenberg)
- 2014 David Peeters (Scaldis)
- 2015 Nick Janssens (Boeckenberg)
- 2016 David Peeters (Scaldis)
- 2017 Jari Hardies (AKC)
- 2018 Jarni Amorgaste (Borgerhout/groen-wit)
- 2019 Jesse De Bremaeker (Boeckenberg)
- 2020 niet uitgereikt
- 2021 niet uitgereikt
- 2022 Lennert Impens (Floriant)

### Dames
- 1967 Rita De Win (Voorwaarts)
- 1968 Liliane Pooters (Boeckenberg)
- 1969 Jeanne Seliaerts (Mercurius)
- 1970 Magda Torfs (Voorwaarts)
- 1971 Paula Bus (Scaldis)
- 1972 Liliane Pooters (Boeckenberg)
- 1973 An De Winter (Riviera)
- 1974 Betty Dieltjens (Riviera)
- 1975 Jeanne Seliaerts (Mercurius)
- 1976 Martine Taelman (Borgerhout)
- 1977 Gerda Mortiers (Kwik)
- 1978 Viviane Verbeeck (Voorwaarts)
- 1979 Betty Dieltjens (Riviera)
- 1980 Magda Welvis (Kwik)
- 1981 Viviane Verbeeck (Voorwaarts)
- 1982 Viviane Verbeeck (Voorwaarts)
- 1983 Leen Mattheysens (Sikopi)
- 1984 Duke Cornelissens (Boeckenberg)
- 1985 Viviane Verbeeck AKC)
- 1986 Viviane Verbeeck (AKC)
- 1987 Monique Vleminckx (AKC)
- 1988 Duke Cornelissens (Boeckenberg)
- 1989 Sonja Roels (Borgerhout)
- 1990 Ilse Poinart (Sikopi)
- 1991 Martine Van den Eynde (Catba)
- 1992 Martine Van den Eynde (Catba)
- 1993 Nancy Baele (Catba)
- 1994 Tanja De Greves (Catba)
- 1995 Nancy Baele (Catba)
- 1996 Nancy Baele (Catba)
- 1997 Joyce Van Gorp (Catba)
- 1998 Joyce Boonen (Catba)
- 1999 Cindy Van Autreve (AKC)
- 2000 Joyce Van Gorp (AKC)
- 2001 Cindy Van Autreve (AKC)
- 2002 Cindy Van Autreve (AKC)
- 2003 Cindy Van Autreve (AKC)
- 2004 Debby Everaert (Riviera)
- 2005 Debby Everaert (Riviera)
- 2006 Ann Vorsselmans (Borgerhout)
- 2007 Annick Dekeyser (Voorwaarts)
- 2008 Véronique Biot (Boeckenberg)
- 2009 Patty Peeters (Scaldis)
- 2010 Patty Peeters (Scaldis)
- 2011 Sofie Goossens (Boeckenberg)
- 2012 Annelies Vandenberghe (Voorwaarts)
- 2013 Patty Peeters (Scaldis)
- 2014 Patty Peeters (Scaldis)
- 2015 Nikki Schilders (Boeckenberg)
- 2016 Nikki Schilders (Boeckenberg)
- 2017 Shiara Driesen (AKC)
- 2018 Liesbet Bollaerts (Kwik)
- 2019 Saar Seys (Floriant)
- 2020 niet uitgereikt
- 2021 niet uitgereikt
- 2022 Lisa Pauwels (Floriant)

Vlaamse clubs · Waalse clubs · Brusselse clubs
Speler van het Jaar · Biografieën Belgische korfballers